# Brévogne
Brévogne – rzeka we Francji, przepływająca przez tereny departamentów Calvados, Orne i Manche, o długości 16,6 km. Stanowi dopływ rzeki Vire.